# Chalid Chosch-Baudijewitsch Kadyrow
Chalid Chosch-Baudijewitsch Kadyrow (russisch Халид Хож-Баудиевич Кадыров; * 19. April 1994 in Zentoroi) ist ein ehemaliger russischer Fußballspieler.

## Karriere

### Verein
Kadyrow begann seine Karriere bei Terek Grosny, das sich 2017 in Achmat Grosny umbenannte. Im November 2010 stand er gegen Amkar Perm erstmals im Profikader von Terek. Sein Debüt in der Premjer-Liga gab er schließlich im Mai 2012, als er am 43. Spieltag der Saison 2011/12 gegen Amkar Perm in der 90. Minute für Igor Lebendeko eingewechselt wurde. Dies blieb sein einziger Saisoneinsatz.
In der Saison 2012/13 spielte er nicht, in der Saison 2013/14 kam er zu zwei Einsätzen für Grosny. In der Saison 2014/15 wurde er fünf Mal in der höchsten russischen Spielklasse eingesetzt. Im September 2015 erzielte er im Pokal gegen Nosta Nowotroizk sein erstes Tor im Herrenbereich. In der Spielzeit 2015/16 kam er in der Liga vier Mal zum Einsatz. In der Saison 2016/17 wiederum absolvierte er kein Spiel. In der Spielzeit 2017/18 wurde Kadyrow zwei Mal eingesetzt.
In der Saison 2018/19 blieb er wieder ohne Einsatz, in der Saison 2019/20 spielte er ein Mal. In der Saison 2020/21 kam er fünfmal zum Zug, in der Spielzeit 2021/22 einmal. Im Oktober 2022 beendete er seine Karriere und wurde Assistent des tschetschenischen Sportministers.

### Nationalmannschaft
Kadyrow absolvierte im Juni 2015 gegen Belarus sein erstes und einziges Spiel für die russische U-21-Auswahl.

## Persönliches
Sein Cousin Abubakar Kadyrow ist ebenfalls Fußballspieler und spielt mit ihm bei Achmat Grosny. Sein Onkel Ramsan Kadyrow ist tschetschenischer Präsident und Ehrenpräsident von Achmat Grosny, nach Chalids Großvater Achmat Kadyrow wiederum ist der Verein benannt.